# HD95256
HD95256 — хімічно пекулярна зоря спектрального класу A1, що має видиму зоряну величину в смузі V приблизно  6,4.
Вона  розташована на відстані близько 284,4 світлових років від Сонця.

## Фізичні характеристики
Зоря HD95256 обертається 
досить швидко 
навколо своєї осі. Проєкція її екваторіальної швидкості на промінь зору становить  Vsin(i)= 63км/сек.